# Ruder-Asienmeisterschaften
Die Ruder-Asienmeisterschaften sind ausgetragene Wettkämpfe für asiatische Nationalmannschaften zur Ermittlung der Asienmeister im Rudern. Sie werden seit 1985 (mit Ausnahme von 2016), alle zwei Jahre von der Asian Rowing Federation organisiert.

## Austragungsorte
| #  | Jahr | Ort                           | Datum                           |
| -- | ---- | ----------------------------- | ------------------------------- |
| 1  | 1985 | Sha Tin, Hongkong             |                                 |
| 2  | 1987 | Shanghai, Volksrepublik China |                                 |
| 3  | 1989 | Chandigarh, Indien            |                                 |
| 4  | 1991 | Tokio, Japan                  |                                 |
| 5  | 1993 | Südkorea                      |                                 |
| 6  | 1995 | Volksrepublik China           |                                 |
| 7  | 1997 | Taiwan                        |                                 |
| 8  | 1999 | Naganuma, Japan               | 14. – 16. Oktober 1999          |
| 9  | 2001 | Xi’an, Volksrepublik China    | 23. – 27. September 2001        |
| 10 | 2003 | Volksrepublik China           |                                 |
| 11 | 2005 | Hyderabad, Indien             | 20. – 23. Oktober 2005          |
| 12 | 2007 | Chungju, Südkorea             | 16. – 19. Oktober 2007          |
| 13 | 2009 | Yilan, Taiwan                 | 04. – 08. November 2009         |
| 14 | 2011 | Hwacheon, Südkorea            | 13. – 17. Oktober 2011          |
| 15 | 2013 | Lu’an, Volksrepublik China    | 25. – 29. September 2013        |
| 16 | 2015 | Peking, Volksrepublik China   | 24. – 28. September 2015        |
| 17 | 2016 | Jiashan, Volksrepublik China  | 09. – 13. September 2016        |
| 18 | 2017 | Pattaya, Thailand             | 04. – 08. September 2017        |
| 19 | 2019 | Chungju, Südkorea             | 23. – 27. September 2019        |
| 20 | 2021 | Ban Chang, Thailand           | 9. – 12. Dezember 2021          |
| 21 | 2022 | Ban Chang, Thailand           | 30. November – 4. Dezember 2022 |
| 22 | 2024 | Samarqand, Usbekistan         | 10. – 13. Oktober 2024          |